# Saint-Léger-aux-Bois (Seine-Maritime)
Saint-Léger-aux-Bois ist eine französische Gemeinde mit 479 Einwohnern (Stand: 1. Januar 2022) im Département Seine-Maritime in der Region Normandie. Sie gehört zum Arrondissement Dieppe und zum Kanton  Eu. 

## Geographie
Saint-Léger-aux-Bois liegt etwa 55 Kilometer ostsüdöstlich von Dieppe. Umgeben wird Saint-Léger-aux-Bois von den Nachbargemeinden Réalcamp im Norden, Saint-Martin-au-Bosc im Osten und Nordosten, Richemont im Osten, Landes-Vieilles-et-Neuves und Rétonval im Süden, Villers-sous-Foucarmont im Westen sowie Foucarmont im Westen und Nordwesten.

## Bevölkerungsentwicklung
| Jahr                      | 1962 | 1968 | 1975 | 1982 | 1990 | 1999 | 2006 | 2013 |
| Einwohner                 | 494  | 502  | 528  | 512  | 509  | 455  | 479  | 516  |
| Quelle: Cassini und INSEE |      |      |      |      |      |      |      |      |

## Sehenswürdigkeiten

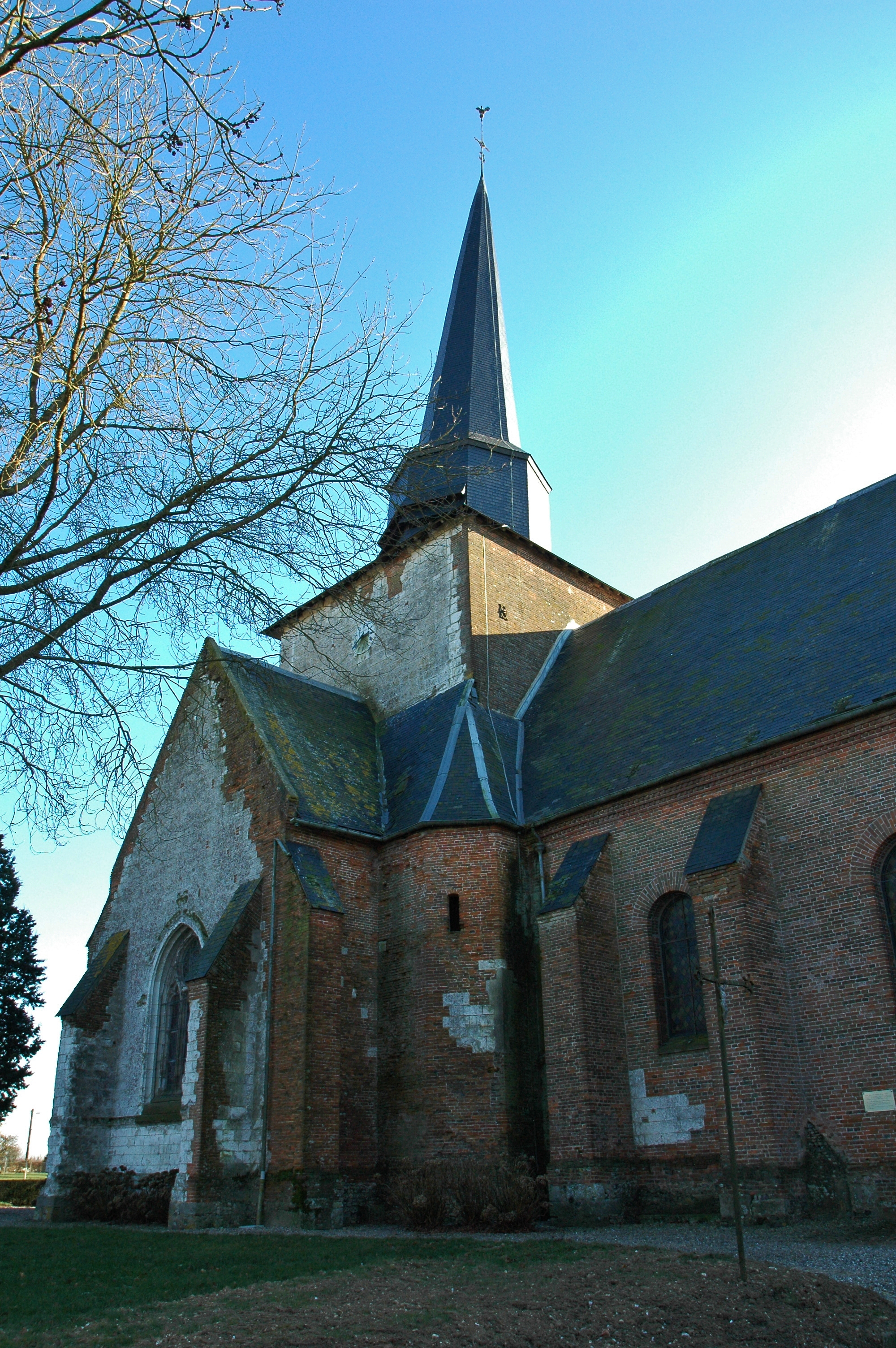
Kirche Saint-Léger
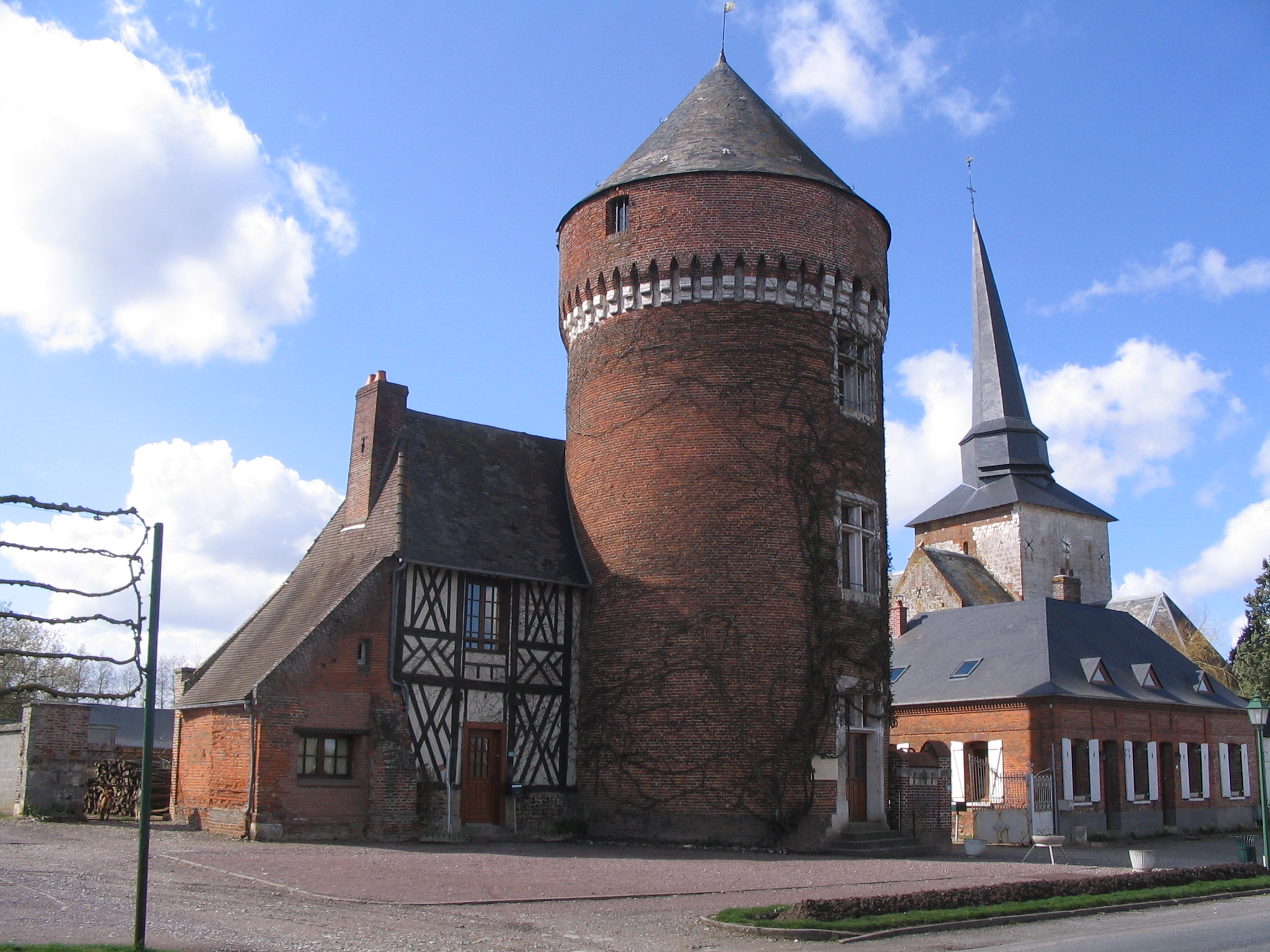
Turm des Herzogs von Mailly

- Kirche Saint-Léger
- Turm des Herzogs von Mailly